# Neuseeländische Cricket-Nationalmannschaft in Australien in der Saison 2008/09
Die Tour der neuseeländischen Cricket-Nationalmannschaft nach Australien in der Saison 2008/09 fand vom 13. November 2008 bis zum 15. Februar 2009 statt. Die internationale Cricket-Tour war Teil der internationalen Cricket-Saison 2008/09 und umfasste zwei Test Matches, fünf ODIs und ein Twenty20. Australien gewann die Testserie 2-0 und das Twenty20, die ODI-Serie ging 2-2 aus.

## Vorgeschichte
Australien spielte zuletzt eine Tour in Indien, Neuseeland in Bangladesch. Das letzte Aufeinandertreffen der beiden Mannschaften bei einer Tour fand in der Saison 2006/07 in Neuseeland statt. Zwischen der Test-Serie und der ODI-Serie fand eine zweimonatige Pause statt, in der Australien eine Tour gegen Südafrika bestritt.

## Stadien
Für die Tour wurden folgende Stadien als Austragungsorte vorgesehen und vom 20. Mai 2008 bekanntgegeben.
| Stadion                  | Stadt     | Kapazität | Spiele          |
| ------------------------ | --------- | --------- | --------------- |
| Adelaide Oval            | Adelaide  | 53.583    | 2. Test; 4. ODI |
| The Gabba                | Brisbane  | 42.000    | 1. Test; 5. ODI |
| Melbourne Cricket Ground | Melbourne | 100.024   | 2. ODI          |
| WACA Ground              | Perth     | 20.000    | 1. ODI          |
| Sydney Cricket Ground    | Sydney    | 48.000    | 3. ODI; 1. T20  |

## Kaderlisten
Neuseeland benannte seinen Test-Kader am 6. November 2008, seinen ODI-Kader am 22. Januar und seinen Twenty20-Kader am 12. Februar 2009.
Australien benannte seinen Test-Kader am 13. November 2008 und seinen Twenty20-Kader am 11. Februar 2009.
| Test | Test | ODI | ODI | Twenty20 | Twenty20 |
| Australien | Neuseeland | Australien | Neuseeland | Australien | Neuseeland |
| --- | --- | --- | --- | --- | --- |
| - Ricky Ponting (K) - Michael Clarke (vK) - Stuart Clark - Brad Haddin (wk) - Nathan Hauritz - Matthew Hayden - Michael Hussey - Mitchell Johnson - Simon Katich - Jason Krejza - Brett Lee - Peter Siddle - Andrew Symonds - Shane Watson | - Daniel Vettori (K) - Grant Elliott - Daniel Flynn - Peter Fulton - Mark Gillespie - Gareth Hopkins - Jamie How - Brendon McCullum (wk) - Chris Martin - Kyle Mills - Iain O’Brien - Jeetan Patel - Aaron Redmond - Jesse Ryder - Tim Southee - Ross Taylor | - Ricky Ponting (K) - Michael Clarke (vK) - Nathan Bracken - Callum Ferguson - Brad Haddin (wk) - Ryan Harris - Ben Hilfenhaus - James Hopes - David Hussey - Michael Hussey - Mitchell Johnson - Shaun Marsh - Peter Siddle - Shaun Tait - Adam Voges - David Warner - Cameron White | - Daniel Vettori (K) - Trent Boult - Neil Broom - Brendon Diamanti - Grant Elliott - Peter Fulton - Martin Guptill - Brendon McCullum (wk) - Kyle Mills - Iain O’Brien - Jeetan Patel - Jesse Ryder - Tim Southee - Ross Taylor | - Brad Haddin (K & wk) - Cameron White (vK) - Nathan Bracken - Callum Ferguson - Moises Henriques - Ben Hilfenhaus - James Hopes - David Hussey - Mitchell Johnson - Rob Quiney - Peter Siddle - Adam Voges - David Warner | - Daniel Vettori (K) - Neil Broom - Ian Butler - Brendon Diamanti - Grant Elliott - James Franklin - Peter Fulton - Martin Guptill - Brendon McCullum (wk) - Nathan McCullum - Peter McGlashan - Iain O’Brien - Tim Southee - Ross Taylor |

## Tour Matches
| 13.–16. November Scorecard | Sydney | New Zealanders 266 (85.3) & 256 (86.1) | – | New South Wales 361 (115.1) & 162-4 (52.2) |
|                            |        | New South Wales gewinnt mit 6 Wickets  |   |                                            |

| 29. Januar Scorecard | Canberra | New Zealanders 271-5 (50)                  | – | Prime Minister’s XI 272-4 (47.5) |
|                      |          | Prime Ministers’s XI gewinnt mit 6 Wickets |   |                                  |

## Test Matches

### Erster Test in Brisbane
| 20.–23. November Scorecard | Brisbane | Australien 214 (77) & 268 (81.2) | – | Neuseeland 156 (50) & 177 (54.3) |
|                            |          | Australien gewinnt mit 149 Runs  |   |                                  |

### Zweiter Test in Adelaide
| 28. November – 1. Dezember Scorecard | Adelaide | Neuseeland 270 (98.3) & 203 (74.1)               | – | Australien 535 (157.4) |
|                                      |          | Australien gewinnt mit einem Innings und 62 Runs |   |                        |

## One-Day Internationals

### Erstes ODI in Perth
| 1. Februar Scorecard | Perth | Australien 181 (48.4)            | – | Neuseeland 182-8 (50) |
|                      |       | Neuseeland gewinnt mit 2 Wickets |   |                       |

### Zweites ODI in Melbourne
| 6. Februar Scorecard | Melbourne | Australien 225-5 (50)            | – | Neuseeland 226-4 (48.5) |
|                      |           | Neuseeland gewinnt mit 6 Wickets |   |                         |

### Drittes ODI in Sydney
| 8. Februar Scorecard | Sydney | Australien 301-9 (50)          | – | Neuseeland 269 (47.3) |
|                      |        | Australien gewinnt mit 32 Runs |   |                       |

### Viertes ODI in Adelaide
| 10. Februar Scorecard | Adelaide | Neuseeland 244-8 (50)            | – | Australien 247-4 (48.2) |
|                       |          | Australien gewinnt mit 6 Wickets |   |                         |

### Fünftes ODI in Brisbane
| 13. Februar Scorecard | Brisbane | Australien 168-4 (22) | – | Neuseeland 123-6 (14) |
|                       |          | No Result             |   |                       |

## Twenty20 International in Sydney
| 15. Februar Scorecard | Sydney | Australien 150-7 (20)        | – | Neuseeland 149-5 (20) |
|                       |        | Australien gewinnt mit 1 Run |   |                       |

## Statistiken
Die folgenden Cricketstatistiken wurden bei dieser Tour erzielt.
| Tests            | Tests      | Tests   | Tests   | Tests   | Tests   | Tests   | Tests   | Tests   |
| Batting          | Batting    | Batting | Batting | Batting | Batting | Batting | Batting | Batting |
| Spieler          | Mannschaft | Spiele  | Innings | Runs    | Average | HS      | 100s    | 50s     |
| ---------------- | ---------- | ------- | ------- | ------- | ------- | ------- | ------- | ------- |
| Michael Clarke   | Australien | 2       | 3       | 217     | 72,33   | 110     | 1       | 1       |
| Brad Haddin      | Australien | 2       | 3       | 194     | 64,66   | 169     | 1       | 0       |
| Simon Katich     | Australien | 2       | 3       | 164     | 82,00   | 131*    | 1       | 0       |
| Ross Taylor      | Neuseeland | 2       | 4       | 160     | 40,00   | 75      | 0       | 1       |
| Brendon McCullum | Neuseeland | 2       | 4       | 125     | 41,66   | 84*     | 0       | 1       |
| Bowling          |            |         |         |         |         |         |         |         |
| Spieler          | Mannschaft | Spiele  | Overs   | Wickets | Average | BBI     | 5W      | 10W     |
| Mitchell Johnson | Australien | 2       | 65.4    | 14      | 11,00   | 5/39    | 1       | 0       |
| Brett Lee        | Australien | 2       | 75.3    | 12      | 21,83   | 5/105   | 1       | 0       |
| Stuart Clark     | Australien | 2       | 62      | 7       | 23,85   | 4/43    | 0       | 0       |
| Iain O’Brien     | Neuseeland | 2       | 67      | 7       | 30,42   | 3/111   | 0       | 0       |
| Chris Martin     | Neuseeland | 2       | 66      | 6       | 36,83   | 3/69    | 0       | 0       |

| ODIs             | ODIs       | ODIs    | ODIs    | ODIs    | ODIs    | ODIs    | ODIs    | ODIs    |
| Batting          | Batting    | Batting | Batting | Batting | Batting | Batting | Batting | Batting |
| Spieler          | Mannschaft | Spiele  | Innings | Runs    | Average | HS      | 100s    | 50s     |
| ---------------- | ---------- | ------- | ------- | ------- | ------- | ------- | ------- | ------- |
| Brad Haddin      | Australien | 5       | 5       | 283     | 70,75   | 109     | 1       | 1       |
| Michael Hussey   | Australien | 5       | 5       | 259     | 64,75   | 75*     | 0       | 3       |
| Grant Elliott    | Neuseeland | 5       | 5       | 210     | 52,50   | 115     | 1       | 1       |
| Ross Taylor      | Neuseeland | 5       | 5       | 195     | 39,00   | 76      | 0       | 2       |
| Michael Clarke   | Australien | 4       | 4       | 188     | 47,00   | 98      | 0       | 2       |
| Bowling          |            |         |         |         |         |         |         |         |
| Spieler          | Mannschaft | Spiele  | Overs   | Wickets | Average | BBI     | 5W      | 10W     |
| Iain O’Brien     | Neuseeland | 5       | 45      | 10      | 25,30   | 3/68    | 0       | 0       |
| Kyle Mills       | Neuseeland | 5       | 42      | 9       | 20,33   | 4/35    | 0       | 0       |
| Nathan Bracken   | Australien | 5       | 40.3    | 9       | 24,22   | 3/35    | 0       | 0       |
| James Hopes      | Australien | 5       | 42      | 7       | 22,71   | 2/30    | 0       | 0       |
| Mitchell Johnson | Australien | 5       | 43      | 7       | 27,42   | 3/51    | 0       | 0       |

| Twenty20         | Twenty20   | Twenty20 | Twenty20 | Twenty20 | Twenty20 | Twenty20 | Twenty20 | Twenty20 |
| Batting          | Batting    | Batting  | Batting  | Batting  | Batting  | Batting  | Batting  | Batting  |
| Spieler          | Mannschaft | Spiele   | Innings  | Runs     | Average  | HS       | 100s     | 50s      |
| ---------------- | ---------- | -------- | -------- | -------- | -------- | -------- | -------- | -------- |
| Brendon McCullum | Neuseeland | 1        | 1        | 61       | 61,00    | 61       | 0        | 1        |
| David Hussey     | Australien | 1        | 1        | 41       | 41,00    | 41       | 0        | 0        |
| Neil Broom       | Neuseeland | 1        | 1        | 36       | 36,00    | 36       | 0        | 0        |
| Adam Voges       | Australien | 1        | 1        | 26       | 26,00    | 26       | 0        | 0        |
| Grant Elliott    | Neuseeland | 1        | 1        | 23       |          | 23*      | 0        | 0        |
| David Warner     | Australien | 1        | 1        | 23       | 23,00    | 23       | 0        | 0        |
| Bowling          |            |          |          |          |          |          |          |          |
| Spieler          | Mannschaft | Spiele   | Overs    | Wickets  | Average  | BBI      | 5W       | 10W      |
| Peter Siddle     | Australien | 1        | 4        | 2        | 12,00    | 2/24     | 0        | 0        |
| Iain O’Brien     | Neuseeland | 1        | 4        | 2        | 17,00    | 2/34     | 0        | 0        |
| Grant Elliott    | Neuseeland | 1        | 1        | 1        | 11,00    | 1/11     | 0        | 0        |
| Daniel Vettori   | Neuseeland | 1        | 4        | 1        | 23,00    | 1/23     | 0        | 0        |
| Ian Butler       | Neuseeland | 1        | 4        | 1        | 30,00    | 1/30     | 0        | 0        |
| Tim Southee      | Neuseeland | 1        | 4        | 1        | 31,00    | 1/31     | 0        | 0        |
| Ben Hilfenhaus   | Australien | 1        | 4        | 1        | 32,00    | 1/32     | 0        | 0        |
| James Hopes      | Australien | 1        | 4        | 1        | 40,00    | 1/40     | 0        | 0        |

## Player of the Series
Als Player of the Series wurden die folgenden Spieler ausgezeichnet.
| Serie | Player of the Series |
| ----- | -------------------- |
| Test  | Michael Clarke       |
| ODI   | Michael Hussey       |

### Player of the Match
Als Player of the Match wurden die folgenden Spieler ausgezeichnet.
| Spiel   | Player of the Match |
| ------- | ------------------- |
| 1. Test | Mitchell Johnson    |
| 2. Test | Brad Haddin         |
| 1. ODI  | Kyle Mills          |
| 2. ODI  | Michael Clarke      |
| 3. ODI  | Brad Haddin         |
| 4. ODI  | David Hussey        |
| 1. T20  | Nathan Bracken      |